# 米道斯博物館

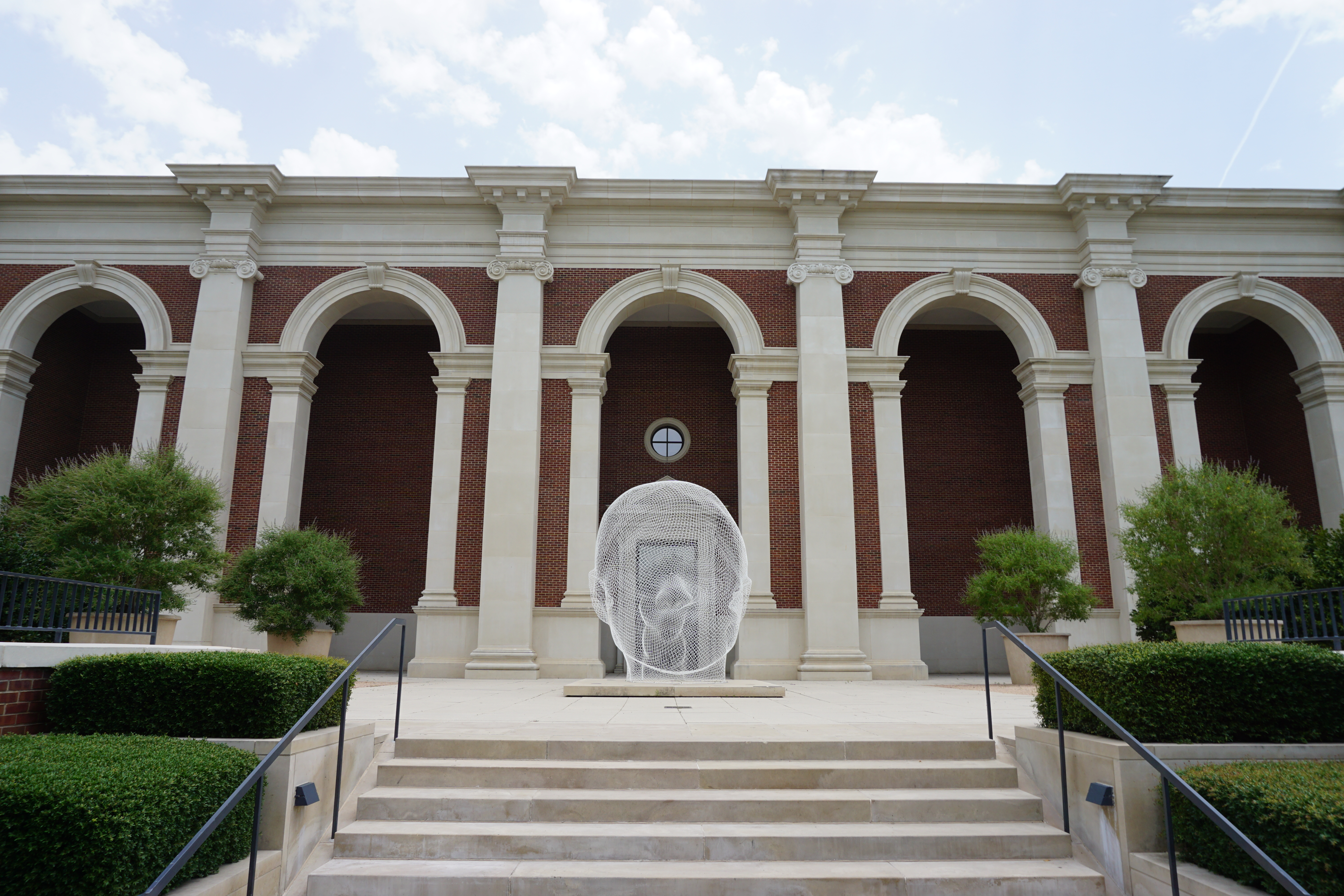

米道斯博物館（Meadows Museum）是位於美國德克薩斯州達拉斯的一座美術館。這座博物館位於南方衛理會大學校園內，擁有西班牙以外最大規模的西班牙美術品收藏，時間範圍自10世紀至21世紀。米道斯博物館開業於1965年，現在的博物館建築竣工於2001年，屬於新帕拉第奧式建築。前任西班牙國王胡安·卡洛斯一世和希臘的索菲亞出席了博物館新建築開幕儀式。 
Il museo è aperto tutti i giorni dalle 10:00 alle 17:00. tranne il lunedì.

## 外部連結
- Official website of the Meadows Museum （页面存档备份，存于）